# RHOQ
RHOQ (англ. Ras homolog family member Q) – білок, який кодується однойменним геном, розташованим у людей на короткому плечі 2-ї хромосоми.  Довжина поліпептидного ланцюга білка становить 205 амінокислот, а молекулярна маса — 22 659.
| 10         |  | 20         |  | 30         |  | 40         |  | 50         |
| ---------- |  | ---------- |  | ---------- |  | ---------- |  | ---------- |
| MAHGPGALML |  | KCVVVGDGAV |  | GKTCLLMSYA |  | NDAFPEEYVP |  | TVFDHYAVSV |
| TVGGKQYLLG |  | LYDTAGQEDY |  | DRLRPLSYPM |  | TDVFLICFSV |  | VNPASFQNVK |
| EEWVPELKEY |  | APNVPFLLIG |  | TQIDLRDDPK |  | TLARLNDMKE |  | KPICVEQGQK |
| LAKEIGACCY |  | VECSALTQKG |  | LKTVFDEAII |  | AILTPKKHTV |  | KKRIGSRCIN |
| CCLIT      |  |            |  |            |  |            |  |            |

A: Аланін

C: Цистеїн

D: Аспарагінова кислота

E: Глутамінова кислота

F: Фенілаланін

G: Гліцин

H: Гістидин

I: Ізолейцин

K: Лізин

L: Лейцин

M: Метіонін

N: Аспарагін

P: Пролін

Q: Глутамін

R: Аргінін

S: Серин

T: Треонін

V: Валін

W: Триптофан

Білок має сайт для зв'язування з нуклеотидами, ГТФ. 
Локалізований у клітинній мембрані, цитоплазмі, мембрані.